# Huyền Ny
Huyền Ny, tên thật là Nguyễn Huyền Ny, sinh ngày 30 tháng 9 năm 1985 tại Đà Nẵng, là một người mẫu quảng cáo, người dẫn chương trình người Mỹ gốc Việt, từ năm 2013 Huyền Ny bắt đầu xuất hiện trên tất cả các phương tiện truyền thông báo chí lớn nhỏ từ Việt Nam cho đến hải ngoại.

## Tiểu sử
Huyền Ny sinh ngày 30 tháng 9 năm 1985 tại Đà Nẵng, Việt Nam. Cô sang Mỹ định cư lúc 18 tuổi và tốt nghiệp Tiến sĩ Dược của Đại học University of Nebraska Medical Center - UNMC.
Ngoài tiếng Việt, cô có thể sử dụng lưu loát tiếng Anh.

## Sự nghiệp
Huyền Ny nổi tiếng khi làm người dẫn chương trình chính của các chương trình thời trang Việt mang tính quốc tế như Ngôi sao người mẫu châu Á 2013, Tuần lễ thời trang Vietnam International Fashion Week 2014, 2015, 2016, chung kết cuộc thi Vietnam's Next Top Model Mùa thi 6, 2015 , Đêm Hội Chân Dài 2015, 2016, một số cuộc thi Hoa hậu của người Việt tại Hải Ngoại như Mrs Viet Nam Continents 2014 , Miss Vietnam Global 2015 , các chương trình ca nhạc hội, các chương trình giải trí trên truyền hình.

## Hoạt động xã hội
Huyền Ny là một trong số các nghệ sĩ Việt đi tiên phong trong việc chống lại nạn khai thác, buôn bán tình dục trẻ em Việt Nam cùng với Tổ chức Một Thân Hình giải cứu và nuôi dạy các em gái Việt Nam bị bán vào các ổ mãi dâm ở Việt Nam, Campuchia, Singapore.

## Đời tư
Việc hợp tác với ca sĩ Đan Trường trong một số chương trình giải trí vào năm 2013 đã thổi bùng lên tin đồn Huyền Ny và Đan Trường hẹn hò. Tuy nhiên cả Huyền Ny và Đan Trường đều chưa bao giờ nói về mối quan hệ giữa họ trên báo chí.